# Alexandra de Frederiksborg
Alexandra de Frederiksborg (nascida Alexandra Christina Manley; Hong Kong, 30 de junho de 1964), foi a primeira esposa do príncipe Joaquim da Dinamarca, com o qual ela teve dois filhos: os condes Nicolau e Félix de Monpezat.
Enquanto casada, era intitulada "Princesa da Dinamarca", mas após o divórcio ela perdeu este título, tendo a rainha Margarida II da Dinamarca lhe concedido o de "Condessa de Frederiksborg".

## Biografia
Alexandra Christina Manley nasceu como a mais velha das três filhas de Richard Nigel Manley (nascido em Xangai, filho de pai inglês e de mãe chinesa) e de Christa Maria Nowotny (nascida na Áustria). Seu pai era diretor de uma companhia de seguros e sua mãe, gerente de uma companhia de comunicações. Suas irmãs são Nicola Baird e a fisioterapeuta Martina Bent. Ela foi batizada na St John's Cathedral de Hong Kong.
Ela tem ascendência inglesa, chinesa, tcheca e austríaca.

## Educação
Fez o seu ensino primário e secundário em Hong Kong. Estudou no Quarry Bay Junior School nos anos 1969-1971 e na Glenealy Junior School de 1971-1974 e fez o seu ensino secundário em Island School, uma das instituições da English Schools Foundation. Depois de ter concluído a escolaridade geral, estudou Economia na Universidade de Viena, Wirtschaftsuniversität (1983-1984).

## Carreira de marketing
Durante o período de 1986-1989, trabalhou como corretora de ações em primeiro lugar no Citibank, Hong Kong e, posteriormente, para Jardine Fleming, Hong Kong. De 1990-1995, foi contratada pelo GT Management Ltd, de Hong Kong, tendo sido promovida duas vezes. Ali trabalhou em vendas e marketing de 1990 a 1993 e desde 1993 como chefe-executivo do mesmo departamento até que passou a residir na Dinamarca em 1995.

## Relação com o príncipe Joaquim da Dinamarca

### Primeiros encontros e namoro
Em janeiro de 1994, Alexandra conheceu o príncipe Joaquim da Dinamarca em um jantar privado em Hong Kong, onde ele trabalhava para uma empresa de navegação dinamarquesa. O casal, passou a namorar a partir de então.

### Noivado
Depois de um namoro rápido, que provavelmente começou no final de 1994, o príncipe Joaquim pediu Alexandra em casamento, enquanto o casal passava as férias juntos nas Filipinas. Na ocasião, o Joaquim presenteou a Alexandra com um anel de noivado de diamante e rubi. O noivado, que pegou a família de Alexandra e os seguidores da família real dinamarquesa de surpresa, foi oficialmente revelado em maio de 1995.

### Casamento
Eles se casaram em 18 de novembro de 1995, pelo Capelão-em-Ordinário da rainha Margarida II da Dinamarca, na Igreja do Castelo de Frederiksborg, localizado na cidade de Hillerød na Dinamarca. As festividades de casamento foram realizadas no Palácio de Fredensborg.
O seu vestido de noiva foi desenhado pelo estilista Jørgen Bender; ela usava a "Alexandrine Drop Tiara", originalmente propriedade de Alexandrina de Mecklemburgo-Schwerin, que foi um presente de casamento da rainha Margarida II da Dinamarca.
Ao noivar e depois se casar com o príncipe Joaquim, ela desistiu da carreira na área de marketing. Acredita-se que ela renunciou à cidadania britânica antes de se tornar cidadã dinamarquesa ao se casar.

### Maternidade
Juntos, a Alexandra e o príncipe Joaquim tiveram dois filhos:
- Príncipe Nikolai William Alexander Frederik da Dinamarca (nascido em 28 de agosto de 1999); o primeiro neto no geral da rainha reinante Margarida II da Dinamarca.
- Príncipe Felix Henrik Valdemar Christian da Dinamarca (nascido em 22 de julho de 2002);

Os seus dois filhos estão na linha de sucessão ao trono dinamarquês, desde o nascimento.

### Separação
Em meados do início de 2004, boatos circulavam na Dinamarca (e nas vizinhas Suécia e Noruega) de que seu casamento com o príncipe Joaquim da Dinamarca estava em meio a uma crise.
Em 16 de setembro de 2004, Alexandra e o príncipe Joaquim anunciaram oficialmente a sua separação e eventual intenção de divórcio. Seria o primeiro na família real dinamarquesa desde 1846. Notícias de jornais especulando sobre os motivos da ruptura conjugal logo se seguiram.
O Folketing (parlamento dinamarquês) decidiu colocar Alexandra na lista civil vitalícia (onde receberia uma "pensão" líquida do governo dinamarquês), independente de seu possível futuro casamento. Os pagamentos de Alexandra de seu novo subsídio anual de 2,1 milhões de coroas dinamarquesas (cerca de US$ 330 000) começaram retroativamente em 1 de outubro de 2004.

### Divórcio
Em 08 de abril de 2005, Alexandra e o príncipe Joaquim concluíram o seu processo de divórcio oficialmente.
O acordo de divórcio que foi estabelecido afirmava que Alexandra e Joaquim teriam a guarda compartilhada igualmente dos dois filhos do casal: o príncipe Nicolau da Dinamarca e o príncipe Félix da Dinamarca, até que cada um chegasse à maioridade de 18 anos no mínimo.

#### Renúncia a pensão dinamarquesa
Em 23 de junho de 2017, anunciou que renunciaria ao seu direito à pensão do governo dinamarquês em julho de 2020, coincidindo com o 18º aniversário do seu filho caçula, o príncipe Félix da Dinamarca.

## Como princesa dinamarquesa
Enquanto esteve casada com o príncipe Joaquim e era membro da família real dinamarquesa por casamento, a Alexandra tornou-se popular entre o povo dinamarquês. Conhecida pelo seu senso de moda e trabalho de caridade, ela foi apelidada de "A Diana, Princesa de Gales do Norte" da Europa.
Ela é falante nativa de inglês e alemão (através de seu pai e mãe, respectivamente), e sua fluência em alemão a ajudou a aprender a língua dinamarquesa rapidamente. Em poucos meses, ela falou quase sem sotaque estrangeiro, o que a tornou ainda mais querida pelos dinamarqueses.

Como ela disse em uma entrevista: 
"não acho a gramática especialmente difícil, mas a pronúncia pode ser difícil, já que engolimos algumas de nossas palavras. Isso me lembra um pouco do chinês, com o stop glotal… Dizer algo com uma tendência de alta ou de baixa pode dar a uma palavra um significado totalmente diferente", ela explicou. E ainda comentou: "Foi minha decisão aprender a língua [dinamarquesa] imediatamente. Teria sido terrível ter que me levantar e falar inglês em um noivado ou agradecer a alguém por algo. Teria sido totalmente errado. Essa é a minha casa, então não havia outra opção".
Durante e depois do casamento, ela se envolveu em várias atividades filantrópicas, incluindo a Cruz Vermelha, a Danish Society for the Blind, a UNICEF e o grupo de defesa de mães solteiras nomeado de "Mother Help".
Ela também serviu como embaixadora do UNICEF quando viajou à Tailândia para visitar pacientes com HIV-AIDS. 

## Após o divórcio
Logo após o divórcio, apesar de perder o tratamento de "Sua Alteza Real", a rainha reinante Margarida II da Dinamarca lhe concedeu uma pensão anual de cerca de 300 mil euros por ser mãe de dois príncipes da Dinamarca e lhe comprou uma propriedade no bairro nobre de Österbro, localizado na cidade de Copenhague na Dinamarca, onde ela reside com os filhos.

## Segundo casamento
Entre 2007 e 2015, foi casada com o fotógrafo Martin Jorgensen.

## Relação com a família real dinamarquesa
Mesmo após o divórcio, Alexandra manter certa proximidade com a família real dinamarquesa. Ela é com frequência vista em eventos da família real dinamarquesa, e principalmente acompanhando os seus dois filhos (o príncipe Nicolau da Dinamarca e o príncipe Félix da Dinamarca) em diversas ocasiões. Ela mantém uma relação de amizade cordial com o ex-marido o príncipe Joaquim da Dinamarca, e os dois são vistos em público em eventos da realeza dinamarquesa ou de caridade, ao lado dos dois filhos; ela também já se encontrou" devido a isso, com a princesa Maria Cavallier da Dinamarca, a atual esposa de Joaquim.
Em agosto de 2017, ela participou da festa de 18 anos de seu primeiro filho, o príncipe Nikolai da Dinamarca, juntamente com muitos membros da família real dinamarquesa, incluindo até a rainha reinante Margarida II da Dinamarca.

## Títulos e estilos
- 30 de junho de 1964 - 18 de novembro de 1995: a Senhorita Alexandra Christina Manley
- 18 de novembro de 1995 - 08 de abril de 2005: Sua Alteza Real, a princesa Alexandra da Dinamarca
- 08 de abril de 2005 -15 de abril de de 2005: Sua Alteza, a princesa Alexandra da Dinamarca
- 16 de abril de 2005 - 03 de março de 2007: Sua Alteza, a princesa Alexandra da Dinamarca e Condessa de Frederiksborg
- 03 de março de 2007 - presente: Sua Excelência, Alexandra, Condessa de Frederiksborg

Logo após o seu divórcio com o príncipe Joaquim da Dinamarca, em 2005, Alexandra perdeu o seu tratamento de "Sua Alteza Real" sendo-lhe dado o tratamento inferior de "Sua Alteza", mantendo, à época, o título de princesa da Dinamarca).
Pouco depois, em abril de 2005, no dia do aniversário da rainha reinante Margarida II da Dinamarca, Alexandra também recebeu o título de "Condessa de Frederiksborg", um título vitalício e não extensível aos seus filhos. Trata-se de um título de 1ª classe e Alexandra passou a usar o novo tratamento de "Sua Excelência".
Com seu novo casamento, em 2007, ela perdeu o seu título de "princesa da Dinamarca" e o tratamento de "Sua Alteza", sendo agora oficialmente tratada por "Sua Excelência a Condessa Alexandra de Frederiksborg".

## Honrarias

#### Honras nacionais
- Dinamarca:
  - Cavaleiro da Ordem do Elefante (RE)[12][13]
  - Medalha Comemorativa do Jubileu de Prata da Rainha Margarida II da Dinamarca.